# Manoel Messias Silva Carvalho
Manoel Messias Silva Carvalho mais conhecido como Manoel (Bacabal, 26 de fevereiro de 1990), é um futebolista brasileiro que atua como zagueiro. Atualmente, joga pelo Fluminense.

## Carreira

### Clube Atlético Paranaense
Em 2009, Manoel foi um dos destaques do Clube Atlético Paranaense na Copa São Paulo de Futebol Júnior de 2009 ou se não o principal deles, desde aquela época ele já vinha se destacando e no mesmo ano já subiu para o elenco profissional. Como era de se esperar de Manoel, ele não decepcionou a torcida, se manteve com a sua regularidade logo assumiu a titularidade na equipe principal.
Em 2010, formou a dupla de zaga com Rhodolfo, que também veio da base atleticana, com os dois na defesa o Atlético Paranaense foi terminar em 5º lugar no Brasileirão de 2010, quase indo para Libertadores, mas nesse ano nem tudo foram flores para Manoel, ele foi criticado no inicio do ano pela torcida porque foi acusado de fazer corpo mole em campo, pois estaria de saída para o Corinthians, mas parece que eram somente rumores e Manoel soube contornar a situação com uma boa atuação no Campeonato Brasileiro daquele ano, outro fato que marcou muito a carreira de Manoel nesse ano, foi o caso de racismo por parte do zagueiro Danilo, na época no Palmeiras, numa partida disputada pela Copa do Brasil em um jogo de ida no dia 15 de abril de 2010, Danilo chamou Manoel de “macaco”, mas o que foi mais marcante é que no jogo da volta já na Arena da Baixada, os torcedores atleticanos receberam a equipe do Palmeiras com as caras pintadas de preto, uma forma de protestar contra o racismo do jogador palmeirense. Nesse jogo Manoel não cumprimentou o zagueiro Danilo na hora do tradicional cumprimento entre as equipes em campo, minutos antes do apito inicial da arbitragem.
Em 2011, ele não pôde evitar a queda do Clube Atlético Paranaense para 2ª Divisão do Campeonato Brasileiro, mas mesmo assim não foi criticado ou mesmo cotado a sua saída do Atlético, pelo contrário, a sua permanência foi de extrema importância para zaga atleticana e seu contrato foi renovado com o clube até 2014.
Em 2012, o zagueiro foi procurado por vários clubes que queriam contratar ele, um desses clubes foi o Internacional, mas parece que nenhuma proposta foi agradável para o Clube Atlético Paranaense e para o jogador. Continuando no clube em 2012, ele foi destaque no Campeonato Paranaense foi a peça chave do clube no esquema tático, onde a defesa era o ponto forte da equipe. No dia 27 de outubro de 2012, em um jogo contra o Guaratinguetá, Manoel completou 200 jogos pelo Atlético que nesse jogo venceu o clube paulista por 3–0. No Campeonato Paranaense 2012 Manoel chegou a atuar por meio jogo como centroavante no esquema tático de Carrasco, técnico do Atlético Paranaense na época. No ultimo jogo da 2ª Divisão Manoel foi entrevistado no meio de campo em meio a comemoração dos outros jogadores, estava emocionado e salientou aos repórteres que 2012 foi o melhor ano dele como profissional dentro do Atlético, destacando também o seu amor pelo clube. Manoel foi o jogador que mais atuou pelo Atlético Paranaense em 2012, foram 62 vezes atuando em campo, sendo que o clube fez 70 jogos na temporada de 2012, sendo também o capitão da equipe em diversas partidas do Campeonato Brasileiro da Série B.
Em 2013, Manoel teve um brilhante ano de sucesso no Clube Atlético Paranaense, por muitas vezes sem Paulo Baier em campo, Manoel foi o capitão do time. Como nos anos anteriores, Manoel se destacou por sua postura supereficiente em campo, se mantendo firme como um dos melhores zagueiros atuantes no futebol brasileiro. Nesse ano Manoel ainda com o Clube Atlético Paranaense, terminou em terceiro lugar no 
Campeonato Brasileiro, levando o Furacão para a Taça Libertadores da América de 2014 e ainda foi para a final da Copa do Brasil, onde foram vice-campeão. Manoel ainda entrou na seleção do Campeonato Brasileiro 2013 por sua belíssima atuação na edição do campeonato.
Em 2014, o zagueiro teve seu contrato renovado para a disputa da Copa Libertadores. Logo no jogo de volta contra o Sporting Cristal no dia 5 de fevereiro, Manoel marcou um gol de cabeça após cobrança de falta do espanhol Fran Mérida. No dia 13 de abril, Manoel foi afastado do Athletico Paranaense após ter cometido atos de indisciplina, segundo o clube. Após tal afastamento, alegado pelo clube por causa  "do comportamento e das declarações constantes e claras de que pretende sair do clube", o zagueiro entrou na Justiça desejando rescindir seu contrato. Além do mais, o atleta também busca um ressarcimento por assédio moral. Logo no inicio do Campeonato Brasileiro de Futebol 2014, 50% dos seus direitos foram vendidos ao Cruzeiro por cerca de 3 milhões de euros (quase 10 milhões de reais).

### Cruzeiro

#### 2014
No dia 2 de junho de 2014, foi anunciado oficialmente pelo Cruzeiro. Logo em sua chegada assumiu a titularidade da equipe substituindo o então machucado Bruno Rodrigo e sendo destaque do time ao lado de Léo.
Conquistou seu primeiro titulo pelo Cruzeiro no mesmo ano, quando conquistou de forma antecipada o Campeonato Brasileiro.

#### 2015
Em 2015, disputou a sua primeira Libertadores pelo Cruzeiro.

### Corinthians
Em janeiro de 2019, foi emprestado ao Corinthians por uma temporada. O Corinthians arcará com 70% do salário do defensor, o que significa R$ 315 mil por mês e o Cruzeiro ficará responsável pelos 30% complementares (R$ 135 mil).Em 30 de janeiro de 2019, Manoel estreou-se pelo Timão na derrota para o Red Bull Brasil na Arena Corinthians, pelo placar de 2 a 0. Os gols foram marcados por Ytalo e Bruno Tubarão. O primeiro gol de Manoel com a camisa do Timão foi contra o São Paulo, na vitória corintiana por 2 a 1, no Campeonato Paulista em 17 de fevereiro de 2019.
Em 13 de outubro de 2019, Manoel realizou sua 50° partida com a camisa do Corinthians, no clássico diante do São Paulo, no Morumbi, derrota por 1 a 0.[carece de fontes?]
Ao fim do ano Manoel despediu-se do Timão, onde atuou em 59 partidas e anotou três gols. Nesse período ganhou a titularidade e conquistou o título do Campeonato Paulista.

### Trabzonspor
Em 31 de janeiro de 2020, O Cruzeiro emprestou Manoel que foi apresentado pelo Trabzonspor, da Turquia. Ele assinou contrato até até junho de 2020, com opção de prorrogação por mais duas temporadas. Os turcos bancaram 70 mil euros (R$ 330 mil) da remuneração do jogador. O restante ficou a cargo do Cruzeiro.Manoel estreou-se na vitória por 4 a 1 sobre o Erzurumspor, na Copa da Turquia.
Pelo clube Trabzonspor, Manoel atuou em apenas uma partida, fazendo parte do grupo campeão da Copa da Turquia e vice-campeão do Campeonato Turco. Ele retornou ao Cruzeiro em 05 de agosto de 2020

### Fluminense
Em 14 de abril de 2021, o Fluminense anunciou Manoel que assinou com o Tricolor até abril de 2023. Ele chegou sem custos após rescindir com o Cruzeiro, com o qual tinha contrato até junho. Em 26 de abril de 2021, Manoel fez sua estreia com a camisa do Fluminense na goleada por 4 a 1, sobre o Madureira, no Maracanã.
Em 19 de junho de 2023, O Fluminense anunciou que a Conmebol suspendera Manoel por doping. Visto que o exame dele acusara a presença da substância ostarina na goleada sobre o River Plate por 5 a 1, dia 2 de maio, pela Libertadores, no Maracanã, quando ficou somente no banco de suplentes. Manoel já pediu a contraprova da amostra. A suspensão foi válida todas as competições.
O último jogo de Manoel foi no empate de 2 a 2 contra o Goiás, no dia 11 de junho de 2023, na Serrinha, pelo Campeonato Brasileiro. Depois, testou positivamente para a substância ostarina em partida pela Libertadores frente ao River Plate (ARG), no Maracanã, onde ficou no banco de reservas. Conseguiu provar que a ingestão foi acidental e, por isso, pegou a pena mínima de oito meses de suspensão. Ele voltou a atuar depois de nove meses, na derrota para o Flamengo por 2 a 0, no jogo de ida da semifinal do Carioca, após cumprir suspensão por doping.

## Títulos
Cruzeiro
- Campeonato Brasileiro: 2014
- Copa do Brasil: 2017 e 2018
- Campeonato Mineiro: 2018

Corinthians
- Campeonato Paulista: 2019

Trabzonspor
- Copa da Turquia: 2019–20

Fluminense
- Taça Guanabara: 2022 e 2023
- Campeonato Carioca: 2022 e 2023
- Copa Libertadores da América: 2023
- Recopa Sul-Americana: 2024

## Prêmios individuais
- Prêmio Craque do Brasileirão: 2013
- Seleção do Campeonato Paranaense - 2012[25]
- Melhor zagueiro da Série B de 2012
- Troféu Globo Minas - Seleção do Campeonato Mineiro: 2017
- Melhor zagueiro da Campeonato Carioca de Futebol de 2022